# Arabische opstand
De Arabische opstand of Grote Arabische opstand (Great Arab Revolt) (1916–1918) begon toen Hoessein ibn Ali, de Sjarief van Mekka en leider van Hidjaz en de stam van de Hasjemieten, ten tijde van de Eerste Wereldoorlog in opstand kwam tegen het Ottomaanse Rijk. Het doel was, met steunbetuiging van het Verenigd Koninkrijk, de vorming van één grote onafhankelijke Arabische staat. Deze zou zich uitstrekken van Aleppo (Syrië) tot Aden (Jemen), gegrondvest op de oude tradities en cultuur van de Arabieren, met de islam als religie en de volledige bescherming en opneming van etnische en religieuze minderheden.

## Eerste Wereldoorlog
Toen in 1914 de Eerste Wereldoorlog uitbrak, stonden de Ottomanen aan de kant van de Centrale mogendheden. De Britten waren bevreesd voor een Ottomaanse dominantie rondom de Rode Zee en een mogelijke bedreiging voor het door de Britten gecontroleerde Egypte. Daarnaast verklaarden de Ottomanen een jihad aan de Britten en Fransen, waarmee ze hoopten de steun te vergaren van de moslims in hun gebieden. De verwachte steun bleef echter uit en de Arabieren reageerden voornamelijk onverschillig. De Britten wilden nu een pro-geallieerde hoeder van de heilige stad Mekka.
Het lukte de Britse officier T.E. Lawrence, beter bekend als Lawrence van Arabië, om Hoessein ibn Ali over te halen aan hun zijde mee te vechten. De Britten beloofden Hoessein ibn Ali in ruil hiervoor onafhankelijkheid. In de zogenoemde Hoessein-McMahoncorrespondentie zegde Sir Henry McMahon, de Hoge Commissaris in Egypte, onafhankelijkheid voor de Arabieren toe indien zij in opstand kwamen tegen de Ottomanen. De Britten speelden hierbij een dubbelspel, want enkele maanden later tekenden zij met keizerrijk Rusland en Frankrijk de Sykes-Picotovereenkomst, die het Midden-Oosten tussen Frankrijk en het Verenigd Koninkrijk verdeelde.

### De opstand
De Arabische legers stonden onder leiding van Hoesseins zonen Abdoellah en Faisal. Op 10 juni 1916 brak de Arabische opstand daadwerkelijk uit toen de opstandelingen een schot losten op de barakken van Ottomaanse soldaten in Mekka. Mekka en Djedda vielen al snel voor de opstandelingen.
Vooral rond de Hidjazspoorweg werd stevig gevochten en de Arabische troepen, financieel en militair gesteund door de Britten, wisten de Ottomanen te verslaan. Hierdoor werd voorkomen dat de Ottomanen contact konden leggen met een deel van hun rijk in Jemen, dat het gezag van de Ottomanen bleef erkennen. De Rode Zee bleef vrij voor geallieerd transport.
Ook later in de oorlog speelden de Arabieren een belangrijke rol. Faisals leger veroverde in 1917 Akaba aan de Golf van Akaba. Later trok hij samen met de geallieerden op. Op 1 oktober 1918 mocht zijn leger van de Britse bevelhebber Edmund Allenby als eerste triomfantelijk Damascus binnen marcheren, alhoewel eigenlijk een Australische cavalerie-divisie de stad had veroverd.

## Onafhankelijkheid
Op 2 november 1916 was Hoessein door zijn volgelingen uitgeroepen tot koning van Hidjaz. Van één grote onafhankelijke staat in alle op de Turken veroverde gebieden kwam het echter niet. In 1916 hadden de Britten en Fransen, met medeweten van Rusland, het geheime Sykes-Picotverdrag gesloten. Hierin werden de gewonnen gebieden, met uitzondering van het Arabisch Schiereiland, onderling verdeeld.
Ook de Arabieren zelf waren verre van enthousiast over een onafhankelijkheid onder leiding van Hoessein. Al tijdens de opstand hadden diverse groeperingen, zoals de Saoedi's, verklaard Hoessein niet te steunen. Weinig Arabieren erkenden vanzelfsprekend het gezag van de Hasjemieten en Abdoel Aziz al Saoed, de leider van de Saoedi's en latere koning van Saoedi-Arabië, keerde zich al spoedig tegen Hoessein.
Na de Conferentie van San Remo in april 1920 namen de Fransen in de mandaatgebieden Libanon en Syrië de macht over van de Arabieren. Faisals leger werd verslagen. De Britten maakten Faisal later koning van het Koninkrijk Irak. Zijn broer Abdoellah werd koning van Jordanië. Beide koninkrijken stonden onder Brits mandaat.

## Herdenking
De opstand van 1916 wordt tegenwoordig voornamelijk in Jordanië herdacht. In 2016 vond daar de 100-jarige herdenking plaats, samen met de viering van de 50-jarige onafhankelijkheid.
In het bijzijn van koning Abdoellah werd in Akaba -waar op 6 juli 1917 de Slag om Akaba plaatsvond, een belangrijk moment in de opstand- in januari 2016 plechtig de vlag van de opstand gehesen, waarmee het begin van de viering van het eeuwfeest in het koninkrijk werd gemarkeerd.

## Film
Belangrijke gebeurtenissen tijdens de Arabische opstand, zoals de Slag om Akaba, vormen de rode draad in de avonturenfilm Lawrence of Arabia (1962), waarin de hoofdpersoon Lawrence werd gespeeld door de acteur Peter O'Toole.